# Tonimir Sokol
Tonimir Sokol (ur. 1 grudnia 1986) – chorwacki zapaśnik walczący w stylu klasycznym. Brązowy medalista mistrzostw Europy w 2010.
Dziewiąty na mistrzostwach świata w 2011. Osiemnasty na Uniwersjadzie w 2013. Mistrz śródziemnomorski w 2011. Dziewięciokrotny mistrz Chorwacji w latach 2003 - 2011. Zawodnik Uniwersytetu w Zagrzebiu.